# 海の底はすばらしい
『海の底はすばらしい』（The Cat and The Mermouse,1949年9月3日）は、『トムとジェリー』の作品のひとつ。日本においては現在パブリックドメインとなっている。

## スタッフ
- 監督 - ウィリアム・ハンナ、ジョセフ・バーベラ
- 製作 - フレッド・クインビー
- 共同製作 - ウィリアム・ハンナ(クレジット無し)
- 脚本 - ウィリアム・ハンナ、ジョセフ・バーベラ(全員クレジット無し)
- 原画 - ケネス・ミューズ、エド・バージ、レイ・パターソン、アーヴン・スペンス、アル・グランドマイン
- 音楽 - スコット・ブラッドリー

## 作品内容
トムは海岸で日光浴をしていたが、釣りをしにやってきたジェリーに邪魔されてしまう。そしていつものように追いかけっこが始まるのだが、トムはジェリーに海の中へ落とされてしまう。カナヅチのトムは泳ぐことができないため溺れながら海の底へと沈んでいく。
目を覚ますと、不思議なことにトムは海底にいながら息苦しさを感じないばかりか自由に泳ぎ回れるようになっていた。そしてトムは美しい海の生き物たちにしばし魅了される。しかし、その中にはジェリーの姿も。海の底にまでトムをからかいにやって来たと思いきや、それはジェリーそっくりのネズミ人魚、マーメイドならぬ「マーマウス」だった。
トムはマーマウスを追いかけ始め海の底にてドタバタを繰り広げるが、すばしっこいマーマウスをなかなか捕まえられない。そのうちに、トムはカジキマグロに追いかけられる羽目になってしまい絶体絶命、マーマウスはカジキマグロの味方をし始める。
トムはやっとのことでカジキマグロから逃げ出すことができたが、今度は大タコに捕まってしまい再び絶体絶命。一時はトムを置いて逃げ去ろうとしたマーマウスだったが、彼を助けようと引き返す。大タコとマーマウスの引っ張り合いに巻き込まれるうちに、トムの意識は徐々に遠退いていった。
気がつくと、そこは桟橋の上。すべては夢の出来事で溺れたトムはあの後ジェリーに助けられていたのだ。安堵の表情でジェリーに感謝するトムだった。

## 登場キャラクター
トム
日光浴をしていた最中ジェリーに海中へ落とされると夢の中で海中を泳ぎ回り、マンボウ・カメの後を付いてそれらの泳ぎも真似る。その海中でマーマウスを見つけると追いかけ捕まえようとするも逃げられ、やがてカジキマグロとタコにも狙われる。夢から覚めると、自らを助けたジェリーに感謝した。
ジェリー
釣りをしようと浜辺にやってきたが日光浴をしていたトムに邪魔され、やがてトムを海に突き落とす。その後、溺れたトムの救助・介抱をした。
カジキマグロやタコと共に救出したのか、もしくは自分1匹で救出したのかは不明。（そもそもジェリーは素手、もしくは道具を使ったのかは謎。浮き輪を出したタイミングも分からない。）
マーマウス
上半身がネズミ・下半身が魚の姿をしたジェリーそっくりの架空生物。いたずら好きな面や逃げ足の速さもジェリーにそっくりで海底を彷徨うトムを翻弄する。カジキマグロを味方に付けるが、後にタコに捕まったトムを救出しようとする。
カジキマグロ
マーマウスが顔面に衝突したことにより怒って追いかけるが、そのうちトムにスコップで上顎をへし折られたため、ターゲットをトムに変えて追い回す。しかし、追い回すうちにポールに突き刺さってしまい、そこでトムにパイプで上顎を曲げられ、動きを封じられた。しかしこれはトムの夢の中である。
現実の方では登場しないため、溺れていたトムをジェリーと共に助けたのかは不明。
タコ
自身の縄張りに入り込んだトムを足で縛り付け捕まえようとしたが、マーマウスと取り合いになってしまい、いい勝負になった。しかしこれはトムの夢の中である。
カジキマグロと同様、現実の方では登場しないため、溺れていたトムをジェリーと共に助けたのかは不明。
マンボウ・カメ
海中をトムと一緒に泳ぎ回った。しかしこれはトムの夢の中である。
現実でも平和に泳ぎ回ったと思われる。
タツノオトシゴ一家
彼らの住みかに逃げ込んだマーマウスは彼らの行進に紛れて逃げようとしたが、トムにバレて連れ戻された。しかしこれはトムの夢の中である。
マンボウや亀と同様、現実でも平和に泳いでいたと思われる。